# Internationale Cricket-Saison 1970
Die internationale Cricket-Saison 1970 fand zwischen Mai 1970 und September 1970 statt. Als Sommersaison wurden vorwiegend Heimspiele der Mannschaften aus Europa ausgetragen.

## Überblick

### Internationale Touren
Nachdem der englische Spieler Basil D’Oliveira bei der Tour Englands in Südafrika 1968/69 auf Grund seiner Hautfarbe nicht ins Land gelassen wurde, wurde nach Protesten die geplante Tour gegen Südafrika in dieser Saison abgesagt. Stattdessen wurden fünf, zu der Zeit als Test deklarierte aber im Folgenden vom Weltverband International Cricket Council deklassifizierte, Spiele zwischen England und einer Weltauswahl ausgetragen um einen Sommer ohne internationalem Cricket in  England zu vermeiden.

## Nationale Meisterschaften
Aufgeführt sind die nationalen Meisterschaften der Full Member des ICC.
| Land    | First-Class              | List A            |
| ------- | ------------------------ | ----------------- |
| England | County Championship 1970 | Gillette Cup 1970 |
|         | John Player League 1970  |                   |